# 퍼비스 엘리슨

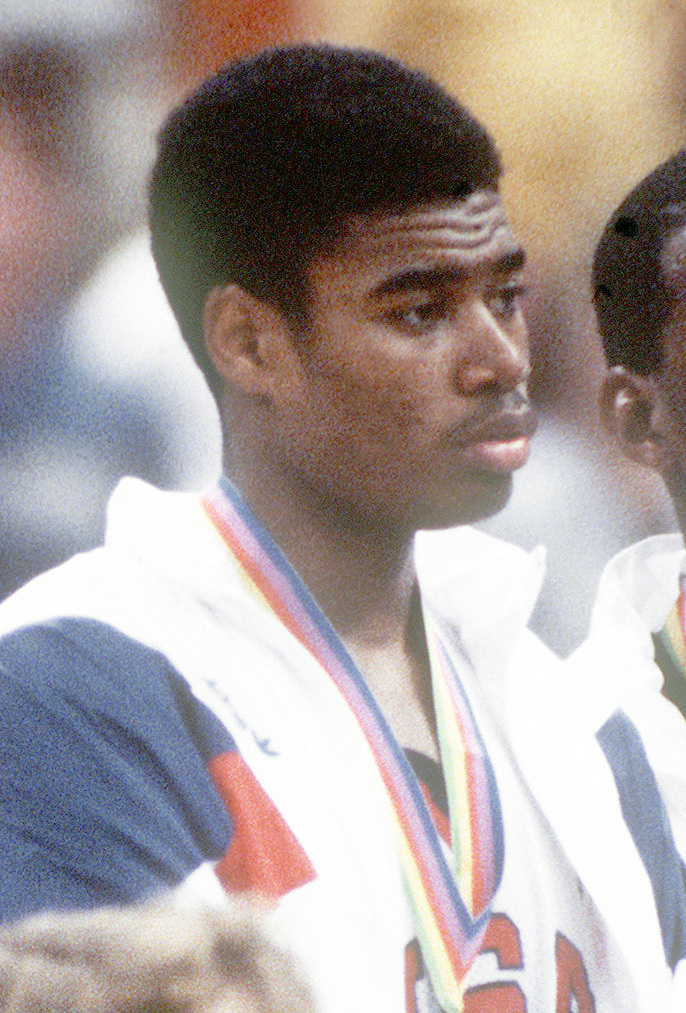
1987년 팬아메리칸 게임에서의 모습

퍼비스 엘리슨(Pervis Ellison, 1967년 4월 3일 ~ )은 미국의 전 NBA(전미 농구 협회) 선수이다. 루이빌을 전국 챔피언십으로 이끈 후 루이빌 대학과의 클러치 플레이로 인해 "Never Nervous Pervis"라는 별명을 얻은 엘리슨은 1989 NBA 드래프트에서 전체 1순위로 지명되었다. 그의 프로 경력은 부상으로 인해 크게 방해를 받았지만 1992년 NBA 최우수 선수상을 수상했다.

## 대학 경력
2.06m(6피트 9인치), 110kg(242lb)의 그는 4년 내내 데니 크럼 코치 밑에서 센터로 출발했다. 1학년 때 그는 듀크를 상대로 한 72-69 챔피언십 우승에서 게임 선두인 25득점과 11리바운드를 추가하며 루이빌을 두 번째 전국 챔피언십으로 이끌었고, 그 후 신입생이 두 번째로 최우수 선수로 선정되었다. 1944년 유타주에서 아니 페린(Arnie Ferrin) 이후 그 영예를 얻었다.